# Municipio de Santa Bárbara (kommun i Departamento de Suchitepéquez)
Municipio de Santa Bárbara är en kommun i Guatemala.   Den ligger i departementet Departamento de Suchitepéquez, i den sydvästra delen av landet, 80 km väster om huvudstaden Guatemala City.